# Moorbachtal
Koordinaten: 52° 4′ 13″ N, 8° 32′ 25″ O

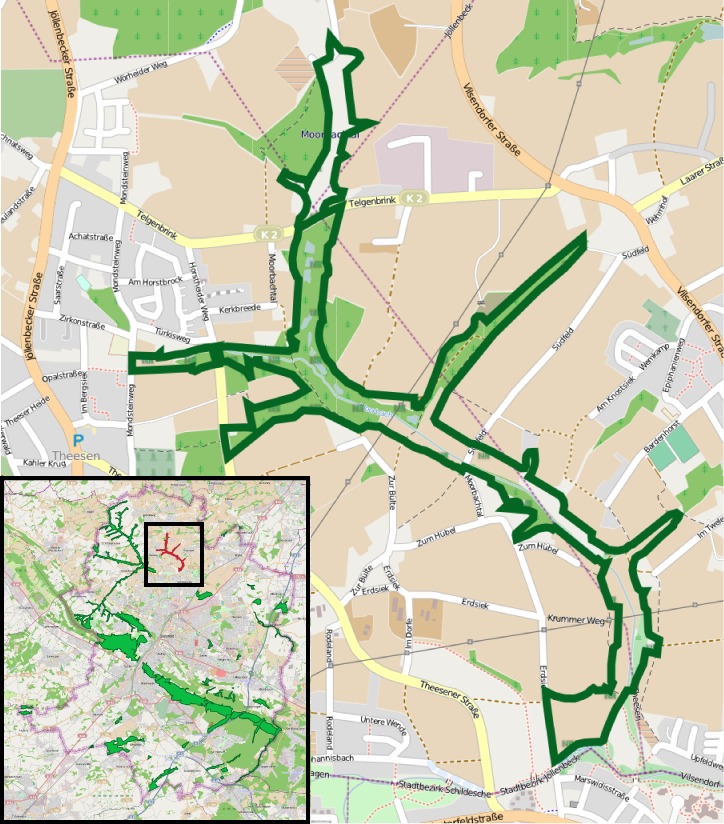
Naturschutzgebiet Moorbachtal

Das Naturschutzgebiet Moorbachtal liegt im Stadtbezirk Jöllenbeck der Stadt Bielefeld in Nordrhein-Westfalen.
Das aus drei Teilflächen bestehende Gebiet erstreckt sich zwischen Theesen und Vilsendorf entlang des Moorbaches. Östlich verläuft die Landesstraße L 855, südlich die L 779 und westlich die L 783. Am südlichen Rand des Gebietes fließt der Johannisbach mit dem etwa 20 ha großen Obersee.

## Bedeutung
Für Bielefeld ist seit 1996 ein etwa 54 ha großes Gebiet unter der Kenn-Nummer BI-036 als Naturschutzgebiet ausgewiesen.